# Klokočná (Vranov)
Klokočná je malá vesnice, část obce Vranov v okrese Benešov. Nachází se asi 2 km na jih od Vranova. V roce 2009 zde bylo evidováno 7 adres. Klokočná leží v katastrálním území Vranovská Lhota o výměře 3,37 km².

## Historie
První písemná zmínka o vesnici pochází z roku 1356.